# 阿匹婆
阿匹婆（1917年9月27日—2009年1月28日），本名林呂有，台灣藝人，出生於桃園大溪。

## 生平
18歲加入「新劇團」，藝名為「愛子（あいこ）」愛心與林愛，作台語舞台劇的演出。二戰後初期，轉至黑貓歌舞團擔任要角，隨後正式進入台語電影圈。後來，她與台灣第一位武術指導林太郎（林一清）結婚，成為當時演藝圈的一段佳話。
1962年，台灣電視公司開播，她進入台視當基本演員，隨後陸續在中視、台視演出台語連續劇與單元劇，奠定「阿匹婆」的形象基礎。在這段期間，同時活躍在秀場舞台，與廖峻、澎澎合作演出。
1980年代後期主演「阿匹婆」連續劇，聲名大噪，便得到「阿匹婆」的稱號。80歲時，以《祝你幸福》得到金鐘獎最佳女配角的提名。
阿匹婆加入影藝圈超過70年，於2004年獲頒金馬獎終身成就獎。在桃園縣桃園市經營藥燉排骨店「阿匹婆藥燉排骨」，2004年12月12日台北市石牌開分店。2009年初傳出罹患肺癌末期，2009年1月28日凌晨在桃園縣桃園市家中病逝。

## 作品

### 電影
- 1957 《苦戀》
- 1958 《孤兒院》
- 1959 《盲愛》
- 1965 《後街人生》
- 1965 《六個嫌疑犯》
- 1966 《流浪天涯三兄妹》
- 1965 《糊塗燒酒仙》
- 1965 《怪俠乞丐婆》
- 1967 《大劍客》
- 1967 《怪俠燒酒仙》
- 1967 《賣布兄哥大鬧桃花宮》
- 1967 《歡喜甘願》
- 1967 《錢四腳人兩腳》
- 1967 《三劍王》
- 1967 《瘋女俠紳士》
- 1968 《小飛鳳》
- 1968 《一隻鳥仔》
- 1969 《走東走西好過年》
- 1969 《阿花生貴子》
- 1970 《像霧又像花》
- 1972 《無價之寶》(Judy's Lucky Jacket)
- 1981 《瘋狂大發財》
- 1981 《奔放的新生代》
- 1983 《看海的日子》(A Flower in The Raining Night)
- 1989 《悲情城市》(City of Sadness)
- 1989 《老少五個半》
- 1989 《0099大發財》
- 1995 《熱帶魚》(Tropical Fish)
- 1997 《美麗在唱歌》(Murmur of Youth)

### 電視
- 1975年
  - 華視連續劇《虎尾溪》飾 大肥菊
- 1976年
  - 台視閩南語連續劇《青蚵嫂》飾 阿潤嬸 （1976年1月26日至1976年4月19日）
  - 台視閩南語連續劇《阿三哥出馬》飾 大目嬸
- 1980
  - 台視楊麗花歌仔戲《龍鳳再生緣》飾 蘇大娘
- 1982
  - 台視八點檔連續劇《不要說再見》飾 金木嬸
- 1985 
  - 台視閩南語連續劇《媳婦的飯碗》飾 阿彩 （1985年8月14日至1985年10月8日，播出時段 18:30-19:00）
  - 台視閩南語連續劇《阿匹婆嫁女兒》 （1985年11月13日至1985年12月28日，共40集）
- 1986
  - 台視閩南語連續劇《十一哥》飾 阿罔嬸 （1986年4月25日至1986年6月10日，播出時段 19:00-19:30）
  - 台視閩南語連續劇《祖母的嫁妝》飾 阿鶯 （1986年7月26日至1986年9月10日，播出時段 19:00-19:30）
- 1987
  - 台視八點檔連續劇《勇者的奮鬥》飾 紀母 （1987年10月19日至1987年12月11日）
- 1988 
  - 台視閩南語連續劇《阿匹婆入學》 (共40集)
  - 台視閩南語連續劇《寂寞的旅途》
- 1990 
  - 台視閩南語連續劇《阿匹婆探親》 （1990年1月1日至1990年2月15日，共40集）
  - 台視閩南語連續劇《誤我青春二十年》飾春枝嬸
- 1990～1992 
  - 中視閩南語連續劇《媽媽回家時》 （1990年5月22日至1990年7月6日，共34集，是阿匹婆首次參演的中視連續劇）[1]
  - 華視閩南語綜藝節目《日日春》 （1990年11月16日至1992年8月13日，共315集）
- 1991 
  - 中視八點檔連續劇《長官好！》 （1991年9月16日至1991年10月18日，共25集）
  - 中視八點檔連續劇《廈門新娘》飾 廖奶奶
- 1994
  - 台視單元劇《中國民間故事》藍采和傳奇 飾 青雲母
  - 台視單元劇《中國民間故事》孽緣報 飾 老鴇
- 1997
  - 中視八點檔連續劇《金色夜叉》飾 三嬸婆
  - 中視八點檔連續劇《天公疼好人》飾 三嬸婆
  - 中視八點檔連續劇《布袋和尚》飾媒婆（三嬸婆）
  - 台視八點檔連續劇《布袋和尚》第一單元：變臉 飾 田婆婆
  - 台視八點檔連續劇《布袋和尚》第六單元：二度梅 飾 黃媽
- 2000
  - 東森綜合台八點連續劇《北港香爐》
  - 中視八點連續劇《祝你幸福》飾奶奶
- 2002
  - 台視單元劇《四十有夢》飾 秋水阿嬤

### 主持
- 台視《克林俱樂部》（與黃克林搭檔主持）

### 廣告
- 正大造紙廠「百吉牌」衛生紙
- 明通化學製藥「明通治痛丹」感冒液
- 維力食品「一度贊」泡麵
- 「北港六尺四七厘武功散」
- 「楓丹白露胎盤素面霜」

## 榮譽
- 1998 提名金鐘獎戲劇節目女配角獎
- 2004 獲得金馬獎終身成就獎